# Paris-Bourges 2021
Paris-Bourges 2021 est la 70e édition de la course cycliste française Paris-Bourges se déroulant le 7 octobre 2021 entre Gien (Loiret) et Bourges (Cher), sur une distance de 198 kilomètres.
La course fait partie du calendrier UCI Europe Tour 2021 en catégorie 1.1 et est remportée par le Belge Jordi Meeus (Bora-Hansgrohe).

## Présentation

### Équipes
21 équipes sont au  départ de la course : six équipes UCI WorldTeam, onze équipes continentales professionnelles et quatre équipes continentales.
| WorldTeams (6)- Bora-Hansgrohe - Groupama-FDJ - Cofidis - Intermarché-Wanty-Gobert Matériaux - Trek-Segafredo - AG2R Citroën Team ProTeams (11)- TotalEnergies - B&B Hotels p/b KTM - Arkéa-Samsic - Alpecin-Fenix - Delko - Bingoal Pauwels Sauces WB - Sport Vlaanderen-Baloise - Burgos-BH - Equipo Kern Pharma - Rally Cycling - Uno-X Pro Cycling Team Équipes continentales (4)- Xelliss-Roubaix Lille Métropole - EvoPro Racing - Team Vorarlberg - Saint Michel-Auber 93 |
| |

## Classement final
| \| Classement général \| Classement général \| Classement général \| Classement général \| Classement général \| \| Coureur \| Coureur \| Pays \| Équipe \| Temps \| \| ------------------ \| ------------------ \| ------------------ \| ---------------------------------- \| ------------------ \| \| 1er \| Jordi Meeus \| Belgique \| Bora-Hansgrohe \| \| \| 2e \| Arnaud Démare \| France \| Groupama-FDJ \| \| \| 3e \| Niccolò Bonifazio \| Italie \| TotalEnergies \| \| \| 4e \| Piet Allegaert \| Belgique \| Cofidis \| \| \| 5e \| Bryan Coquard \| France \| B&B Hotels p/b KTM \| \| \| 6e \| Daniel McLay \| Royaume-Uni \| Arkéa-Samsic \| \| \| 7e \| Danny van Poppel \| Pays-Bas \| Intermarché-Wanty-Gobert Matériaux \| \| \| 8e \| Jason Tesson \| France \| Saint Michel-Auber 93 \| \| \| 9e \| Milan Menten \| Belgique \| Bingoal Pauwels Sauces WB \| \| \| 10e \| August Jensen \| Norvège \| Delko \| \| |                   |             |                                    |       |
| |                   |             |                                    |       |
| Source : ProCyclingStats |                   |             |                                    |       |
| Classement général |                   |             |                                    |       |
| Coureur | Coureur           | Pays        | Équipe                             | Temps |
| 1er | Jordi Meeus       | Belgique    | Bora-Hansgrohe                     |       |
| 2e | Arnaud Démare     | France      | Groupama-FDJ                       |       |
| 3e | Niccolò Bonifazio | Italie      | TotalEnergies                      |       |
| 4e | Piet Allegaert    | Belgique    | Cofidis                            |       |
| 5e | Bryan Coquard     | France      | B&B Hotels p/b KTM                 |       |
| 6e | Daniel McLay      | Royaume-Uni | Arkéa-Samsic                       |       |
| 7e | Danny van Poppel  | Pays-Bas    | Intermarché-Wanty-Gobert Matériaux |       |
| 8e | Jason Tesson      | France      | Saint Michel-Auber 93              |       |
| 9e | Milan Menten      | Belgique    | Bingoal Pauwels Sauces WB          |       |
| 10e | August Jensen     | Norvège     | Delko                              |       |